# Jaan Rannap

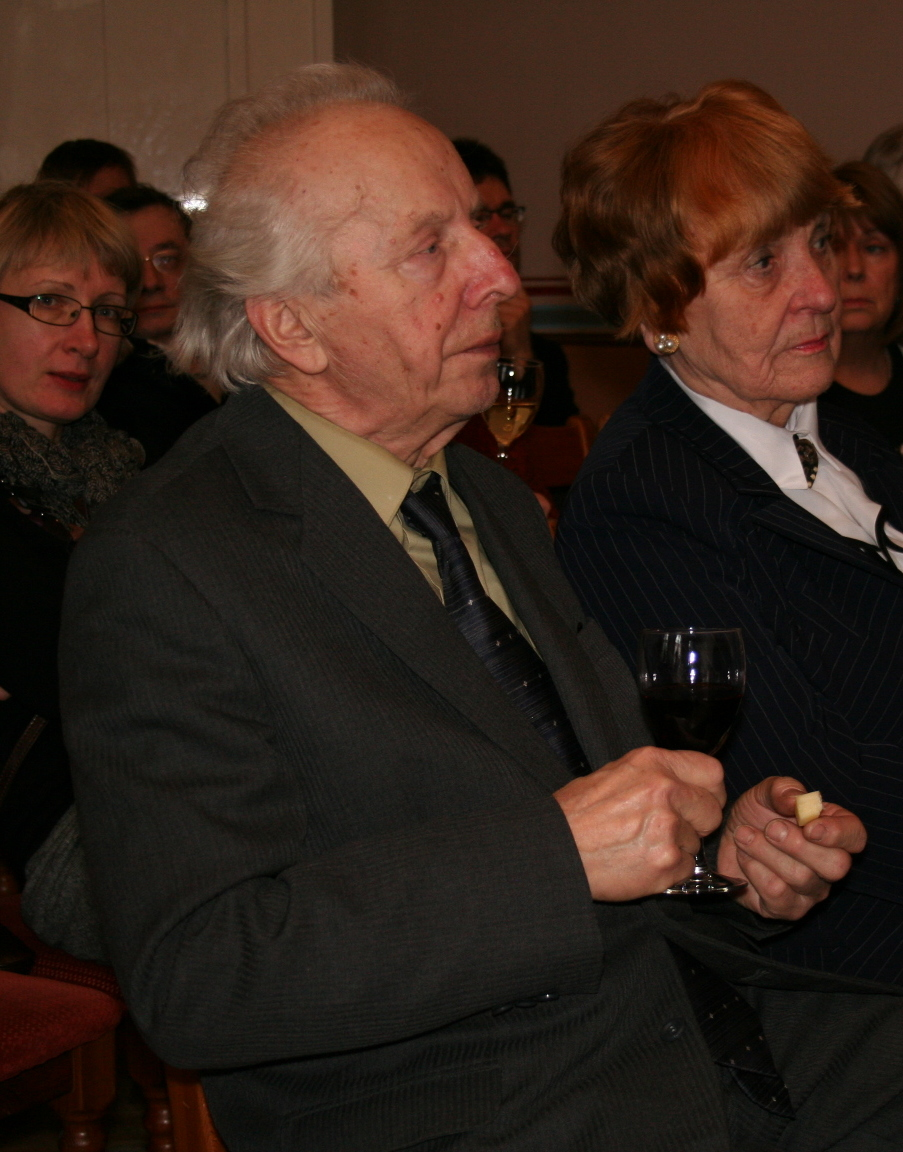
Jaan Rannap (2012)

Jaan Rannap (bis 1936 Reinbach, * 3. September 1931 in Kulla, Landgemeinde Halliste, Kreis Viljandi, Estland; † 1. November 2023) war ein estnischer Kinder- und Jugendbuchautor.

## Leben
Jaan Rannap schloss 1956 sein Studium an der Mathematisch-Physikalischen Fakultät des Pädagogischen Instituts in Tallinn (heute Universität Tallinn) ab. Von 1955 bis 1977 war er Redakteur der Zeitschrift Pioneer. Von 1977 bis zu seinem Ruhestand arbeitete er in der Verlagsredaktion der Kinderzeitschrift Täheke.
Rannap wurde als Kinder- und Jugendbuchautor besonders für seine Natur- und Tiergeschichten bekannt. Sein humoristischer Stil und seine Schulgeschichten sind allen Esten bekannt.
1972 wurde Rannap für sein Werk der Juhan-Smuul-Preis verliehen, 1972 der Staatspreis der Estnischen SSR und 1988 der Titel „Verdienter Schriftsteller der Estnischen Sozialistischen Sowjetrepublik“.

## Werke
- Roheline pall (1962)
- Salu Juhan ja ta sõbrad (1964)
- Viimane valgesulg (1967; deutsch "Der letzte Weißfeder" mit Illustrationen von Rudolf Grapentin, 1971)
- Musta lamba matused (1968)
- Topi (1970)
- Nüüd on kõik vastupidi (1970)
- Jefreitor Jõmm (1971)
- Nublu (1972; deutsch "Nublu" mit Illustrationen von Edgar Valter, 1975)
- Agu Sihvka annab aru (1973; deutsch "Agu Sihvka meint es ehrlich" mit Illustrationen von Edgar Valter, 1981)
- Toppi (1973; deutsch "Toppi" mit Illustrationen von Heino Sampu, 1973)
- Seitseteist tundi plahvatuseni (1975)
- Lõvi läks kõndima (1976)
- Maja metsa ääres (1976; deutsch "Das Haus am Waldrand" mit Illustrationen von Edgar Valter, 1983)
- Alfa + Romeo (1978; deutsch "Alfa + Romeo", 1981)
- Kukepoks (1979)
- Koolilood (1981)
- Klaabu (1983)
- Maari suvi (1983; deutsch "Maaris Sommer", 1988)
- Loomalood (1984)
- Toonekurg Tooni (1986)
- Põder, kes käis varvastel (1987)
- Kasulaps (1989)
- Tuukerkoer Torru (1993)
- Röövel Rinaldo (1995)
- Kõverkäpp (1997)
- Tupsik (1998)
- Jänesepoja mängutoos (1999)
- Leto Maari (2002)
- Nelja nimega koer (2004)
- Jänesepoeg Juss ja karupoeg Kusti (2005)
- Aptsihh! Aptsihh! Aptsihh! (2006)